# Michaił Grulenko
Michaił Wasiljewicz Grulenko (ros. Михаил Васильевич Груленко, ur. 1904 w Konotopie, zm. 4 sierpnia 1941 k. Humania) – radziecki i ukraiński działacz partyjny, członek KC KP(b)U (1940-1941).
Od 1927 w WKP(b), od maja 1938 do 27 listopada 1939 II sekretarz Komitetu Obwodowego KP(b)U w Kamieńcu Podolskim, od 6 października do 27 listopada 1939 głowa tymczasowego zarządu województwa stanisławowskiego oderwanego od Polski i anektowanego przez ZSRR. Od 27 listopada 1939 do śmierci I sekretarz Komitetu Obwodowego KP(b)U w Stanisławowie, od 17 maja 1940 do śmierci członek KC KP(b)U, po ataku Niemiec na ZSRR został członkiem Rady Wojskowej 12 Armii Frontu Południowo-Zachodniego, wkrótce potem zginął.